# Michel Le Blayo
Michel Le Blayo, né le 27 janvier 1958, est un footballeur professionnel français évoluant au poste de défenseur.

## Biographie
Il débute en professionnel aux Girondins de Bordeaux en 1976. Peu aligné, il se dirige vers la 2e division et le FC Tours. Titulaire indiscutable dans une équipe en forme, il signe l'année suivante au Toulouse Football Club qui entends bâtir une solide équipe capable d'être promue. 
Si la première année est un échec qui voit par la même occasion son ancienne équipe, Tours, accéder à l'élite, la saison 1980-1981 est plus encourageante puisque Toulouse atteint les barrages de promotion mais échoue face ... au FC Tours.
Le printemps 1982 leur réussit plus, puisque l'équipe termine première de son groupe et atterri directement en D1.
En 1983, il signe au Nîmes Olympique. Mais le club promu n'arrive pas à se maintenir, et Michel se retrouve une nouvelle fois en D2 pour la saison 1984-1985. Après deux saisons décevantes à Nîmes, il rejoint le Limoges FC, club plus modeste de D2.
En 1987, il rejoint la 3e division avec l'Association sportive saint-seurinoise, et retrouve la Gironde 9 ans après avoir quitté  Bordeaux. Il permet au club de terminer 1er de sa poule en 1989 et de goûter une fois de plus à la 2e division jusqu'en 1992, date à laquelle le club est relégué en amateurs pour soucis financiers.